# Lissodendoryx fragilis
Lissodendoryx fragilis är en svampdjursart som först beskrevs av Robert Fredric Fredrik Fristedt 1885.  Lissodendoryx fragilis ingår i släktet Lissodendoryx och familjen Coelosphaeridae.
Artens utbredningsområde är Sverige. Arten är reproducerande i Sverige. Inga underarter finns listade i Catalogue of Life.